# Bioaérosol

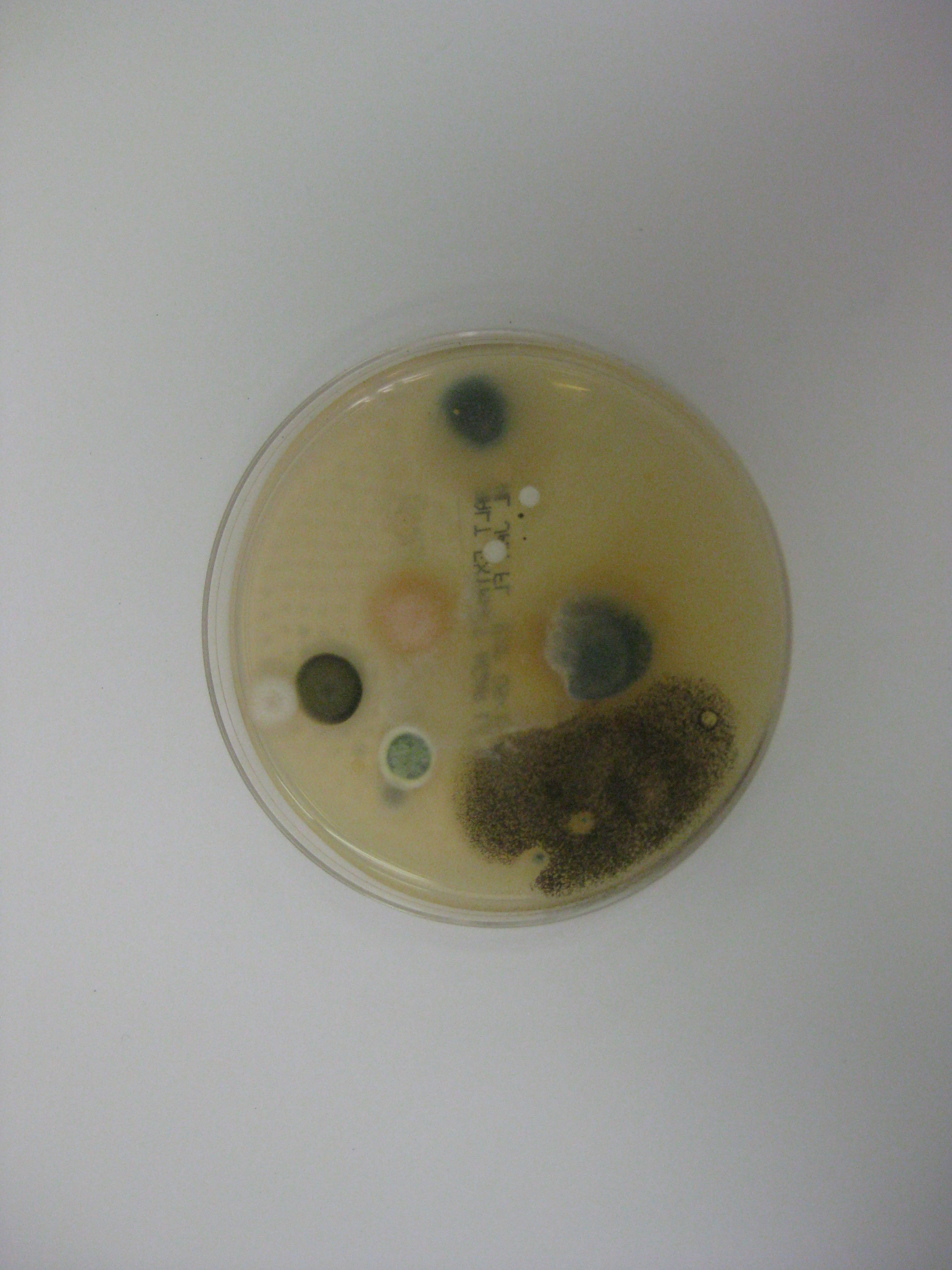
Bioaérosol

Un bioaérosol est un aérosol qui est ou qui provient d'un organisme vivant[incompréhensible]. Au sens large, et dans de nombreuses publications, les toxines d'origine biologique, les bactéries, les virus, les spores de moisissures, les cellules animales et végétales ainsi que les fragments et les déchets cellulaires en suspension dans l'air sont classés parmi les bioaérosols.

## Définition
Les bioaérosols sont des « molécules organiques biogéniques » ou des « microorganismes aéroportés » omniprésents dans notre environnement.
Dans le domaine des microorganismes, l’American Conference of Governmental Industrial Hygienists (ACGIH) définit les bioaérosols comme « des particules aéroportées constituées d’organismes vivants, tels que des microorganismes (ex. : bactéries, moisissures, virus, protozoaires), ou provenant d’organismes vivants » (ex. : toxines, microorganismes morts ou fragments de microorganismes) (voir bibliographie ACGIH, 1999).
La majorité des bioaérosols sont de dimensions qui les rendent « inhalables », car de l’ordre de 0,02 à 0,25 micromètre (µm) pour les virus, de 0,3 à 15 µm pour les bactéries et de 1 à 50 µm pour la majorité des moisissures et des levures.

### Molécules organiques biogéniques naturelles
Les odeurs marines et forestières, les parfums de fleurs sont dus à des cocktails de molécules organiques produites par les espèces vivantes. Certaines de ces molécules sont des phytohormones et/ou ont un rôle de protection (antibiotique par exemple) pour les espèces qui les émettent. D'autres molécules sont des déchets métaboliques ou sont émises à la mort d'organismes vivants. Elles sont souvent peu volatiles mais peuvent occasionnellement être dispersées par des tempêtes ou phénomènes convectifs.
Certains de ces aérosols contribuent à la production de nuages et de pluies naturelles, en jouant le rôle de noyau de nucléation ou de Noyau glacigène, et d'ensemencement des nuages de vapeur d'eau. Plusieurs expériences récentes,, ont confirmé le rôle de certains aérosols émis par les arbres sur la pluie et du climat. Elles suggèrent que les études rétrospectives et prospective du climat pré-industriel, devraient mieux en tenir compte, pour mieux comprendre le effets des blooms planctoniques, de la déforestation et parce que les nuages sont encore la première source d'incertitude dans la compréhension et modélisation de la manière dont les émissions anthropiques affectent l'atmosphère. Ces aérosols peuvent aussi interagir avec des sulfates naturels ou anthropiques, ou avec l'ozone atmosphérique et le rayonnement cosmique,.
Exemple : Certains terpènes (dont l'α-pinène, un composé volatil responsable de l'odeur du sapin en forêt) de même que les bétaïnes relarguées dans l'atmosphère avec les embruns marins par le phytoplancton modifient le climat en faisant pleuvoir ou en modifiant la nébulosité et donc l'albédo,.
Depuis 50 ans, divers auteurs dont James Lovelock dans son hypothèse Gaïa avancent qu'il y a là une boucle de rétroaction qui pourrait avoir été favorisée par la sélection naturelle au cours de l'évolution ; les algues et les arbres semblent ainsi depuis des millions d'années contribuer à entretenir et stabiliser un climat planétaire, un cycle de l'eau et des nutriments (azote, phosphore et soufre notamment) qui leur est favorable.

### Bactéries présentes dans l’air
Les bactéries sont abondantes dans l’environnement et chez les humains. On en connaît plus de 150 000 espèces. Ce sont des organismes unicellulaires qui se reproduisent par simple division cellulaire. La majorité des bactéries contiennent l’information génétique et la capacité énergétique nécessaires pour assurer leur croissance et leur reproduction. Elles sont aptes à utiliser diverses sources nutritives, inorganiques et organiques. La majorité des espèces rencontrées sont saprophytes, c’est-à-dire qu’elles tirent leur énergie de sources organiques. La classification des bactéries est basée sur des caractéristiques cellulaires, morphologiques ou biochimiques. Elles se répartissent dans deux grands groupes, selon leur réaction à la coloration de Gram :
- bactéries à Gram positif
- bactéries à Gram négatif.

Les bactéries ont besoin de beaucoup d’humidité pour se multiplier. Les bactéries Gram négatif ont une paroi cellulaire fragile qui supporte mal les UV solaires et la déshydratation subie pendant un passage prolongé dans l’air ou lors de l’échantillonnage. Les bactéries Gram positif ont une paroi plus résistante et certaines produisent des spores qui leur confèrent une résistance accrue aux variations des conditions environnementales. Dans ce groupe se trouvent les bactéries thermophiles, dont la croissance est favorisée par des températures plus élevées. À l’extérieur, les bactéries proviennent majoritairement de l’eau, du sol et des plantes et elles sont associées à la présence d’humains et d’animaux. Des étendues d’eau peuvent en dissiper dans l’air par aérosolisation, tout comme le font les émissions de certains procédés industriels et celles des unités de refroidissement. À l’intérieur des édifices, les bactéries proviennent principalement des occupants puisqu’elles constituent la flore naturelle de la peau et des muqueuses. Souvent, leurs espèces y sont plus nombreuses et leurs concentrations, supérieures à celles de l’environnement extérieur.

#### L'effet des bactéries sur la santé
La majorité des bactéries présentes naturellement chez l'homme ne causent pas d’effets néfastes à la santé. Certaines sont même essentielles autant à l’organisme humain qu’à l’environnement. Les risques pour la santé apparaissent lorsque les concentrations de certaines espèces deviennent anormalement élevées. Ainsi, de fortes concentrations de bactéries thermoactinomycètes peuvent causer une pneumonie d’hypersensitivité, telle que la maladie du poumon du fermier.
Certaines bactéries aéroportées sont reconnues comme source de maladies infectieuses. Le risque pour la santé relié à la présence de la bactérie Legionella pneumophila, soit la légionellose, est ainsi bien documenté, avec deux formes distinctes de légionellose : la maladie du légionnaire, une pneumonie progressive pouvant être mortelle, et la fièvre de Pontiac, aux symptômes proches de ceux de la grippe. Cette bactérie peut se développer dans des réservoirs d’eau, mais elle est vulnérable à la déshydratation, ne survivant pas à l’extérieur de l’eau. Elle peut cependant être transmise dans l’air par la projection des gouttelettes d’eau en contienant.
Le genre Mycobacterium est également d’intérêt pour la santé, et particulièrement l’espèce Mycobacterium tuberculosis, l’agent étiologique de la tuberculose. La majorité des espèces de mycobactéries vivent dans les sols et dans l’eau, mais ils se trouvent aussi dans les tissus malades des animaux à sang chaud, incluant les humains. La bactérie Mycobacterium tuberculosis est aéroportée par les gouttelettes que génèrent les porteurs de la maladie et les systèmes de ventilation.

### Moisissures et levures
Des dizaines de milliers d’espèces de moisissures et de levures sont connues. Ces deux groupes appartenant à la famille des champignons. Omniprésents dans l’environnement, les champignons sont des saprophytes primaires, c’est-à-dire qu’ils utilisent la matière organique morte comme source nutritive pour leur croissance et leur reproduction. Plusieurs vivent dans les sols et prennent une part active dans la décomposition de la matière organique. 
Les humains seraient exposés couramment à plus de 200 espèces d’entre eux, dont plusieurs prolifèrent facilement dans un environnement intérieur humide.
Les levures sont des organismes unicellulaires. Elles se divisent par fission et bourgeonnement.
Les moisissures sont des organismes pluricellulaires. Elles se propagent par leurs spores. Ces éléments se développent en filaments appelés hyphes, lesquels, en s’agglomérant, forment le mycélium. Celui-ci donne naissance à des structures plus spécialisées, les appareils sporifères, responsables de la formation des spores. Les spores diffèrent en formes, en dimensions et en couleurs. Elles peuvent survivre de quelques jours à quelques années. Chaque spore qui germe peut donner lieu à la croissance d’une nouvelle moisissure, laquelle peut, à son tour, produire des millions de spores dans des conditions de croissance appropriées.
Les moisissures libèrent leurs spores sous l’effet des mouvements d’air importants ou en réaction à des conditions défavorables, telles que l’augmentation ou la diminution rapide de l’humidité ou encore, en réponse au besoin d’atteindre une nouvelle source de nourriture. La présence de ces spores dans l’air dépend également de leur façon de se disperser. En fait, le mode de dispersion et de transfert des spores diffère selon les espèces. Certaines, appelées gloeiospores, ont une paroi épaisse, de consistance humide, et restent collées entre elles par un mucus. Elles forment des amas lourds difficilement transportables par l’air. Elles sont véhiculées au niveau des substrats par contact, par des insectes ou par l’eau. C’est le cas des moisissures du genre Acremonium et Exophiala. D’autres genres, tels que Penicillium et Cladosporium, ont des spores à paroi sèche, facilement dissociables et légères. Elles sont ainsi plus facilement dispersées dans l’air. Les concentrations de spores dans l’air étant dépendantes des conditions environnantes, elles varient donc au cours d’une même journée.
Dans la nature, la concentration des moisissures atteint son pic de juillet à la fin de l’automne. Contrairement aux pollens, les moisissures persistent malgré le premier gel. Quelques-unes peuvent se développer à des températures inférieures au point de congélation, mais la plupart tombent alors en dormance. Le couvert de neige diminue de façon draconienne les concentrations dans l’air mais ne tue pas les moisissures. À la fonte des neiges, celles-ci se développent sur la végétation morte. La température influence leur taux de croissance. Les moisissures ont une température de croissance minimale, maximale et optimale. La température ambiante de l’ordre de 20 à 25 °C maintenue dans la majorité des environnements intérieurs correspond à une zone idéale de croissance pour la majorité d’entre elles.
Les levures et les moisissures peuvent donc se trouver partout où il y a une température adéquate, de l’humidité, de l’oxygène, une source de carbone, d’azote et les minéraux dont elles ont besoin. Leurs activités de biodégradation ou de biodétérioration dépendent de leurs activités enzymatiques propres, des conditions environnementales, du phénomène de la concurrence et de la nature du substrat. Par exemple, certaines moisissures utilisent facilement la cellulose et leur prolifération est favorisée lorsque les matériaux qui en contiennent sont imbibés d’eau.

#### L’effet des moisissures et des levures sur la santé
Les concentrations de moisissures ambiantes ne causent pas d’effets sur la santé de la majorité des gens. Cependant, dans des situations où ces concentrations sont anormalement élevées ou dans le cas de certaines personnes souffrant de problèmes respiratoires ou ayant un système immunitaire déficient, l’exposition aux moisissures peut favoriser l’apparition de symptômes et de maladies. Les effets ressentis dépendent des espèces présentes, de leurs produits métaboliques, de la concentration et de la durée de l’exposition ainsi que de la susceptibilité individuelle. Les principaux effets sur la santé associés à une exposition aux moisissures sont les réactions d’hypersensibilité (allergie), les infections et l’irritation.

#### Réactions d’hypersensibilité
L’allergie est la manifestation la plus commune associée à une exposition à des moisissures. La plupart de celles-ci produisent des protéines antigéniques qui peuvent causer une réaction allergique chez les personnes sensibilisées, incluant de l’asthme, des rhinites et des conjonctivites. Elles peuvent aussi causer une pneumonie hypersensitive. Cependant, plusieurs auteurs associent l’exposition à de faibles niveaux de moisissures à une exacerbation de l’asthme et à d’autres problèmes respiratoires.

#### Infections
Une centaine d’espèces de moisissures sont reconnues pour causer de l’infection chez les humains. Ces infections sont regroupées dans trois classes : systémiques, opportunistes et superficielles. Les infections systémiques, telle l’histoplasmose (due à la moisissure Histoplasma capsulatum, qui se trouve notamment dans les excréments d’oiseaux), sont causées par l’inhalation des spores. Les infections opportunistes se limitent généralement aux personnes ayant un système immunitaire déficient. Les principales moisissures responsables de ces infections opportunistes sont Aspergillus, Acremonium, Beauvaria, Cladosporium, Fusarium, Mucor, Paecilomyces, Penicillium, Rhizopus, Scedosporium, Scopulariosis et Trichoderma.
Les dermatophytes sont un groupe de moisissures qui affectent le cuir chevelu, la peau et les ongles. Ces infections se produisent par contact cutané. La transmission à l’humain par l’air est peu probable.

#### Irritations
Le métabolisme des moisissures produit des composés organiques volatils qui causent l’odeur de « moisi » associée à une prolifération fongique. Les composés suivants ont été identifiés comme des indicateurs d’une croissance microbienne : 1-octène-3-ol, 2-octène-1-ol, 3-méthyle furane, 3- méthyle-2-butanol, 3-méthyle-1-butanol, 2-pentanol, 2-hexanone, 2-heptanone, 3-octanone, 3-octanol, 2-méthyle isobornéol, 2-méthyle-2-butanol, 2-isopropyl-3-méthoxypyrazine et geosmine. Ces composés peuvent être irritants pour les muqueuses.

### Métabolites, toxines ou fragments de microorganismes

#### Mycotoxines
Pendant le processus de dégradation de la matière nutritive, les moisissures libèrent des métabolites secondaires, appelés mycotoxines, qui leur servent de défense contre les autres microorganismes, incluant les autres moisissures. Une même espèce fongique peut produire différentes toxines, selon le substrat et les facteurs environnementaux locaux. Les mycotoxines sont des composés non volatils qui se retrouveront dans l’air uniquement en cas d’agitation du milieu où elles sont produites.
Les effets sur la santé résultant d’une exposition respiratoire aux mycotoxines ne sont pas bien connus. Celles-ci pourraient être les agents causaux des effets rapportés suivant une exposition aux moisissures. Les symptômes décrits varient selon le type, la nature et l’ampleur du contact. Ils incluent l’irritation cutanée et celle des muqueuses, l’immunosuppression et des effets systémiques tels que étourdissements, nausées, maux de tête, effets cognitifs et neuropsychologiques. Ces derniers effets sont peu documentés et le mécanisme causal potentiel n’est pas élucidé. Certaines mycotoxines, dont l’aflatoxine, sont considérées cancérigènes ; l’ingestion de l’aflatoxine est une cause reconnue du cancer hépatique. La seule association entre le cancer et l’inhalation des mycotoxines a été démontrée dans des environnements agricoles ou industriels très contaminés. Il existe plus de 400 mycotoxines connues.

#### Endotoxines
Les endotoxines sont des constituantes de la membrane cellulaire extérieure des bactéries Gram négatif. Elles se composent de lipopolysaccharides associés à des protéines et à des lipides. Le terme « endotoxine » fait référence à la toxine présente soit dans la cellule bactérienne, soit dans les fragments des parois cellulaires libérés pendant la lyse bactérienne. Leur présence dans un environnement de travail est en lien avec celle des bactéries Gram négatif.
Les effets sur la santé varient beaucoup selon les espèces, les individus, la dose et la voie d’entrée. Les symptômes rapportés suivant une exposition respiratoire aux endotoxines sont la toux, le souffle court, la fièvre, l’obstruction et l’inflammation des poumons ainsi que des problèmes gastro-intestinaux.

#### Glucan et ergostérol
Le b-(1-3)-D-glucan est un polymère de glucose à haut poids moléculaire qui se trouve dans les parois cellulaires des moisissures, des bactéries et des plantes. Des évidences récentes suggèrent qu’il serait un agent irritant pour les voies respiratoires. L’ergostérol est une composante de la membrane cellulaire des moisissures dont la proportion en masse serait à peu près constante. Les glucans et l’ergostérol pourraient agir comme des marqueurs environnementaux potentiels d’une exposition aux moisissures, mais leur signification quantitative est encore inconnue.

#### Autres
Les peptidoglycanes sont des composantes de la paroi cellulaire des bactéries. Ils sont soupçonnés d’être des agents potentiels de l’inflammation pulmonaire associée à l’inhalation des bactéries Gram positif. Les exotoxines sont des molécules bioactives, habituellement des protéines sécrétées pendant la croissance des bactéries. Elles sont aussi libérées pendant la lyse des bactéries. Bien que généralement associées avec des maladies infectieuses, telles que le botulisme, le choléra et le tétanos, elles peuvent se retrouver sur des substrats qui supportent la croissance bactérienne et prendre, subséquemment, la forme d’un aérosol. Les risques associés à leur présence dans l’air ne sont pas documentés.

### Autres microorganismes

#### Virus
Pour vivre, se reproduire et se propager les virus requièrent une cellule hôte vivante. Ils peuvent être aérosolisés par projection de gouttelettes provenant de personnes infectées et donc susceptibles d'être transmis, spécialement dans des locaux fermés (on l'a vu avec le Covid 19). En extérieurs, les virus sont plus rapidement inactivés par l'air ambiant, spécialement en été, mais, en l'absence de gestes barrières à courtes distances, le danger de communication de proche en proche subsiste. La présence de symptômes de la maladie chez son hôte peut être une démonstration de la présence de virus, mais certain virus incubent silencieusement suffisamment longtemps pour être transmis avant même que des symptômes se manifestent.

#### Mites de poussières (acariens)
Les mites sont des hôtes naturels de l’environnement. Elles appartiennent à la famille des arachnides, qui inclut les araignées et les tiques. Elles se nourrissent de pollen, de bactéries, de moisissures et de pellicules de la peau. Les mites vivent d’une façon optimale à 25 °C et dans une humidité relative située entre 70 % et 80 %. À cause de leur très petite taille et de leur faiblepoids, les excréments d’acariens, des allergènes reconnus notamment pour causer l’asthme, sont facilement aéroportés. Des tests cutanés sont disponibles pour détecter la sensibilisation immunologique à ces mites.

## Bioaérosols en milieu du travail
Les microorganismes sont omniprésents dans l’environnement mais leurs concentrations varient en fonction de plusieurs paramètres, dont la nature du substrat et les conditions ambiantes. Ainsi, certains milieux de travail, tels que les fermes d’élevage, les granges, les usines de traitement des déchets et des eaux usées, les usines et les entrepôts d’aliments et de boissons sont propices à la présence et à la croissance bactériennes, notamment celles des bactéries Gram négatif auxquelles les endotoxines sont associées. Ces environnements favorisent également le développement des moisissures.
Ainsi :
- Des concentrations de bactéries totales sont très élevées en agriculture, pendant la fabrication de compost pour la culture des champignons, lors de l’utilisation de fluides de coupe solubles, dans les papetières et dans les porcheries.
- Des concentrations maximales de bactéries Gram négatif sont trouvées dans les centres d’épuration des eaux usées, lors de l’utilisation de fluides de coupe solubles, dans les porcheries et les scieries.
- Des concentrations d’actinomycètes peuvent présenter des problèmes en agriculture et dans la fabrication de compost pour la culture des champignons.
- Des moisissures sont rencontrées en concentrations élevées en agriculture, dans les scieries et les tourbières.
- Des concentrations maximales d’endotoxines ont été présentes en agriculture, dans les usines de fibres de verre et dans les usines de préparation de pommes de terre.

### Concentrations de bioaérosols mesurées dans des milieux de travail
Ces données doivent être interprétées avec prudence. Elles représentent des concentrations moyennes maximales rapportées dans la littérature scientifique et doivent être considérées comme des indications puisque les méthodes de mesure diffèrent selon les études.
| Milieu de travail                 | Bactéries totales (UFC/m3) a | Bactéries à Gram négatif (UFC/m3) | Actinomycètes thermophiles (UFC/m3) | Moisissures (UFC/m3) |
| --------------------------------- | ---------------------------- | --------------------------------- | ----------------------------------- | -------------------- |
| Extérieur                         | 102                          | 101                               | 101                                 | 103                  |
| Agriculture (normal)              | 107                          | 103                               | 103                                 | 103 – 104            |
| Agriculture (foins moisis)        | 109                          | 103                               | 109                                 | 109                  |
| Boulangerie                       |                              |                                   |                                     | 102 – 103            |
| Centre de compostage              | 105                          | 102                               | 104                                 | 104                  |
| Centre d’épuration des eaux usées | 104                          | 104                               | 100                                 | 103                  |
| Champignons (compost)             | 106                          | - b                               | 107                                 | 104                  |
| Champignons (culture)             | 103                          | -                                 | 102                                 | 102                  |
| Déchets domestiques (collecte)    | 104                          | 103                               | 103                                 | 104                  |
| Édifice à bureaux                 | 102                          | 101                               | 101                                 | 102 - 103            |
| Effluents des papetières          | 104                          | 103                               | 101                                 | 104                  |
| Fluide de coupe                   | 106                          | 104                               |                                     | 105                  |
| Humidificateur                    | 103                          | 103                               |                                     | 102 – 103            |
| Moulin à coton                    | 105                          | 104                               | 105                                 | 103                  |
| Papetière                         | 106                          | 102 – 103                         |                                     | 103                  |
| Porcherie                         | 106                          | 103 – 104                         |                                     | 104                  |
| Scierie                           | 104                          | 103 – 104                         | 103                                 | 106                  |
| Tourbière                         |                              |                                   |                                     | 108                  |
| Transformation du sucre           | 105                          | 103                               | 102                                 | 103                  |
| Tri de déchets domestiques        | 104                          | 103                               | 100                                 | 104                  |
| Usine de tabac                    | 103                          | 102                               |                                     | 104                  |

Où
- a UFC/m3 = Unité formant colonie par mètre cube d’air
- b - = non documenté

Source du tableau

### Concentrations d’endotoxines mesurées dans des milieux de travail
Ces données doivent être interprétées avec prudence. Elles représentent des concentrations moyennes maximales rapportées dans la littérature scientifique et doivent être considérées comme des indications puisque les méthodes de mesure diffèrent selon les études.
Voir le tableau :  (page 19)

## Guide sur la protection respiratoire contre les bioaérosols (lien externe)
Les risques d’exposition aux bioaérosols intéressent notamment les acteurs du domaine de la santé et de la sécurité du travail.
Savoir choisir, utiliser et entretenir une protection respiratoire appropriée peuvent être éterminant, entre autres, dans les cas d’exposition au syndrome respiratoire aigu sévère (SRAS), à la tuberculose, à la grippe aviaire ou porcine, à la maladie du charbon, etc.
Peu de documents d’ordre général sur la protection respiratoire contre les bioaérosols en milieu de travail existent.
Il existe un guide canadien (en 2 langues) qui repose sur des bilans des connaissances.